# NGC 5652
NGC 5652 (NGC 5650) je prečkasta spiralna galaktika u zviježđu Djevici. Naknadno je utvrđeno da je NGC 5650 ista galaktika.

## Vanjske poveznice
- (engl.) SEDS: NGC 5652
- (engl.) Hartmut Frommert: Revidirani Novi opći katalog
- (engl.) Izvangalaktička baza podataka NASA-e i IPAC-a
- (engl.) Astronomska baza podataka SIMBAD
- (engl.) VizieR
- DSS-ova slika NGC 5652  Arhivirana inačica izvorne stranice od 4. ožujka 2016. (Wayback Machine)
- (engl.) Auke Slotegraaf: NGC 5652 Deep Sky Observer's Companion
- (engl.) Courtney Seligman: Objekti Novog općeg kataloga: NGC 5650 - 5699